# Julius Thalmann
Pour les articles homonymes, voir Thalmann.
Julius Thalmann (né le 7 avril 1960 à Romoos, dans le district d'Entlebuch, du canton de Lucerne) est un coureur cycliste suisse, professionnel entre 1982 et 1984.

## Palmarès
- 1981
  - 5e étape du Tour Européen
- 1983
  - 3e du Tour de Catalogne

## Résultats sur les grands tours

### Tour de France
3 participations
- 1982 : 98e
- 1983 : 83e
- 1984 : abandon (18e étape)